# José Manuel Peñalosa
José Manuel Peñalosa Ruiz (Gerona, 2 de abril de 1959) es un político español.

## Biografía
Peñalosa empezó su carrera política en 1980 como secretario técnico y gerente provincial del Partido Popular de Zamora hasta 1987, ciudad en la que fue concejal del ayuntamiento, y vicepresidente primero y portavoz de la Diputación Provincial entre 1987 y 1991, además de llegar a presidir el partido en la provincia.
Entre 1989 y 1993 fue senador y secretario general del Grupo Parlamentario Popular en la Cámara Alta en la IV legislatura.
Ostentó el cargo de diputado nacional en la V y VI legislatura en las que fue, respectivamente, vocal (1993-1996) y portavoz (1996-1999) del grupo popular en la comisión de control sobre RTVE. Salpicado por el conocido como Caso Zamora, dimitió como parlamentario.
Entre 1999 y 2008 fue asesor parlamentario del grupo popular en el Congreso de los Diputados en materia audiovisual, telecomunicaciones y control sobre RTVE así como del Consejo de Administración de la Corporación RTVE entre 2008 y 2012.
Miembro del Consejo de Administración de RTVE desde junio de 2012 a junio de 2018 a propuesta del PP, fue nombrado el 25 de septiembre de 2014 presidente en funciones de la Corporación RTVE en sustitución de Leopoldo González-Echenique, quien presentó su dimisión.